# Dominique Wilkins
Jacques Dominique Wilkins (Pariz, 12. siječnja 1960.) bivši je američki profesionalni košarkaš. Igrao je na poziciji niskog krila. Bio je poznat po svojim zakucavanjima, zbog čega je još od sveučilišta dobio nadimak "The Human Highlight Film" koji slikovito opisuje kako je igrao. U NBA mirovinu otišao je kao jedan od najboljih koš-igrača svih vremena. 

## Životopis

### Rani život i sveučilište
| "Jedni način na koji sam mogao pomoći majci bilo je igranjem košarke. Haklao sam sa starijim dečkima za novac. Mislili su pošto sam još klinac da će mi uzeti sav novac, no to se nikad nije dogodilo."— -Dominique Wilkins |

Kako je otac Dominiquea Wilkinsa bio vojna osoba, član američkog vojnog zrakoplovstva koji je kratko premješten u Francusku, Wilkins je rođen tisućama kilometara izvan SAD-a, u Parizu. Nakon što se obitelj vratila kući, Dominiquea je zaludila košarka. No, kad je imao 13 godina, otac John napustio je obitelj ostavivši ženi Gertrudi osam usta za nahraniti. Postao je lokalna zvijezda u sredjnoškolskoj momčadi "Washington". Primio je veliki broj stipendijskih ponuda i odabrao sveučilište Georgia. Bio je visok 2,03 m, a izmjeren mu je i sunožni odraz od čak 120 cm. U tri godine provedene na sveučilištu u prosjeku je postizao 21.6 koševa te je na dva izbora odabran u drugu najbolju NCAA petorku. Nakon treće sezone odlučio se je prijaviti na NBA draft.

### NBA

#### Početak 1980-ih
Na NBA draftu 1982., Lakersi su kao prvog izabrali krilo North Caroline Jamesa Worthyja, a Clippersi drugim izborom krilo DePaula Terryja Cummingsa. Utah Jazz su kao trećeg odabrali Wilkinsa, no Wilkins nikada nije obukao dres Jazzera jer su ga nedugo nakon drafta mijenjali u Atlantu za Johna Drewa, Freemana Williamsa i 100.000 dolara gotovine. Razlog je bio kronično prazna dvorana Hawksa, te je vlasnik Ted Turner odlučio dovesti najspektakularnijeg sveučilišnog igrača koji bi privukao gledatelje. Već nakon Wilkinsonovog dolaska, hawksi su prodali tisuću novih sezonskih ulaznica. Wilkins se bez većih problema priviknuo na NBA stil igre; sa 17.5 koševa bio je drugi strijelac Hawksa, a u doigravanju je momčad ispala od Celticsa 2-1.
Već nagodinu Wilkins je bio na prosjeku od 21.6 koševa, no bez prave pomoći suigrača nije mogao dalje od prvog kruga doigravanja. Iz godine u godinu je napredovao i 1985. je s 27.6 koševa bio šesti strijelac lige. Po prvi puta pobijedio je na natjecanju u zakucavanjima, a to je bila samo uvertira za fenomenalnu sezonu 1985./86. kada je s prosjekom od 30.3 koševa bio prvi strijelac lige. New Jersey Netsima je te sezone, 10. travnja, postigao rekordnih 57 koševa, a treba reći kako je Hawkse odveo do čak 50 pobjeda u sezoni. U doigravanju u prvom krugu Hawksi su izbacili Pistonse 3-1, uz dodatak kako je Wilkins u drugoj utakmici postigao okruglih 50 koševa. U drugom krugu ponovo su prjeaki bili Celticsi. Utjeha Wilkinsu bio je izbor u prvu NBA petorku. Sljedeće sezone je Wilkins uz pomoć sjajnih suigrača kao što su Doc Rivers, Kevin Willis i Randy Wittman uspjeva osvojiti Centralnu diviziju s 57 pobjeda, samo 2 manje od Celticsa. S 29 koševa bio je drugi strijelac lige iza Michaela Jordana, a 10. prosinca u izravnom dvoboju postigao je 57 koševa. U doigravanju slijedni novo razočarenje. U 1-4 porazu od Pistonsa, Hawksi dvije utakmice gube s jednim košem razlike. I sljedeće se sezone sve ponavlja - sjajni Wilkins nosi mlade Hawkse sve do sedme utakmice polufinala Istoka protiv Celticsa, kada u fenomenalnom dvoboju Wilkins nadmašuje Birda 47-35, no Celticsi su ponovo bili s(p)retniji 118:116. 

#### Završetak 1980-ih
Nakon što su Hawksi tri puta u šest godina ispali od Celticsa, u ljeto 1988. doveli su dva sjajna igrača, ponajboljeg centra lige Mosesa Malonea i bivšeg All-Star beka Reggieja Theusa. Te prinove i činjenica da je Boston zbog ozljede ostao bez Birda, učinile su Hawkse prvim favoritima Istoka. Petorka Doc Rivers, Reggie Theus, Dominique Wilkins, Kevin Willis i Moses Malone na papiru je igledala sjajno, ali problemi započinju kada zbog loma noge ostaju bez Kevina Willisa. Bez njega, Hawksi se na trenutke muče, no ipak uspijevaju četvrtu godinu zaredom doći do 50 pobjeda. Šok je uslijedio u doigravanju, u prvom krugu bolji su bili Bucksi 3-2. Kada im se vratio Willis, izgubili su Theusa, a Mosesa su polako počele sustizati godine. Usprko standardno sjajnom Wilkinsu, Hawksi su glavno razočaranje lige sa skorom 41-41 I bez doigravanja, a za glavnog krivca je optužen baš on, uz objašnjenje kako je sebičan i kako suigrače ne čini boljima. 

#### Tijekom 1990-ih
| "To je bio najbesmisleniji trade ikada, još uvijek boli, i još sam uvijek ljut."— -Dominique Wilkins nakon odlaska u Clipperse |

Nakon ozljede Ahilove pete, zbog koje je propustio biti dio američkog “Dream Teama” na Olimpijskim igrama u Barceloni 1992., Wilkins se je vratio nikad bolji. Odigrao je najbolju sezonu karijere. S 29.9 koševa bio je drugi strijelac lige ponovo iza Michaela Jordana, a izabran je u drugu petorku lige. Nakon trećeg osvojenog naslova prvaka, Michael Jordan se po prvi puta umirovio i Istok je bio otvoren za Hawkse. U novonastaloj situaciji najbolje su se snašli upravo Hawksi. Wilkins je postao all-round igrač i uz pomoć Willisa, Staceyja Augmona, Mookia Blaylocka i Craiga Ehloa doveo je Hawkse do sjajnog skora 37-16. Napokon se činilo da će Wilkins otići do kraja, međutim tada je uslijedio šok. Hawksi su u razmjeni igrača poslali Wilkinsa u najslabiju momčad lige Los Angeles Clipperse, dok su Hawski dobili Dannyja Manninga. U 25 utakmica za Clipperse prosječno je postizao 29.1 koš i 7 skokova.  
Nakon avanture u Los Anglesu, Wilkins je kao slobodan igrač potpisao za Boston Celticse. Mjesec dana nakon potpisivanja ugovora nastupio je na Svjetskom prvenstvu u Torontu 1994., što mu je bila utješna nagrada za propuštenu Barcelonu. Amerikanci su u Kanadi lakoćom osvojili zlato, a Wilkins je s 20 koševa postao najefikasniji igrač finala u kojem su 137:91 nadigrali Rusiju. 
U dresu Kelta, Wilkins se prvi put nakon rookie sezone spustio ispod 20 koševa, no i sa 17.8 koševa u prosjeku bio je prvi strijelac Bostona. Nakon završetka sezone odlučio se otići u Europu, gdje je u dresu atenskog Panathinaikosa postao prvakom Europe. No, nakon i toga ostaje želja za NBA naslovom. Odbio je 3,5 milijuna dolara u Europi i za 400.000 dolara potpisuje za San Antonio Spurse. Trebao je činiti odličan tandem Robinson – Wilkins, ali je Spurse zadesila teška ozljeda Davida Robinsona, zbog koje je propustio gotovo cijelu sezonu. Wilkins je s prosjekom od 18.2 koševa bio prvi strijelac Spursa. Wilkins nije htio ostati i sljedeće sezone u Spursima, nego je krenuo u novu europsku avanturu u Italiju. U Fortitudu iz Bologne nije se dugo zadržao i s 39 godina završio je NBA karijeru u Orlando Magicu.

## Vanjske poveznice
- Povijesni profil na NBA.com
- Povijesni profil 1 na NBA.com
- Profil na Basketball-Reference.com
- Profil  Arhivirana inačica izvorne stranice od 17. veljače 2021. (Wayback Machine) na Basketpedya.com
- Biografija na Atalanta Hawks